# أرييل ياكوبوفسكي
أرييل ياكوبوفسكي (بالبولندية: Ariel Jakubowski)‏ هو لاعب كرة قدم بولندي في مركز الدفاع، ولد في 7 سبتمبر 1977 في Człuchów ‏ في بولندا. شارك مع منتخب بولندا لكرة القدم. أما مع النوادي، فقد لعب مع رتش شوروزو ولخ بوزنان ونادي ال كي اس ودز وياغيلونيا بياويستوك.

## وصلات خارجية
- أرييل ياكوبوفسكي على موقع قاعدة بيانات كرة القدم.إي يو (الإنجليزية)
- أرييل ياكوبوفسكي على موقع ناشيونال فوتبول تيمز (الإنجليزية)